# Bible Black
Bible Black (яп. バイブルブラック, укр. Чорна Біблія) — японська порнографічна комп'ютерна відеогра компанії-розробника ActiveSoft, випущена 14 липня 2000. Сай Сьодзьо є творцем оригінальної гри, дизайну персонажів, написав оригінальний сценарій для неї.
Студія Milky Studio адаптувала гру у кілька аніме для дорослих. Перша адаптація Bible Black (укр. Чорна Біблія) складалася з шести епізодів і містила численні сцени з відеогри. У наступному році випущені два OVA-епізоди Bible Black: Origins (укр. Чорна Біблія: Походження), які слугували приквелом до подій Bible Black. У квітні 2004-го студія Milky Studio підготувала продовження серії під назвою Bible Black: New Testament (укр. Чорна Біблія: Новий Заповіт), яке у загальному повторює сюжет оригінальних персонажів через десять років після подій Bible Black. Остання OVA-адаптація, Bible Black Only, складається з історії гайден, яка пояснює, що сталося з персонажами Bible Black протягом сюжету основної історії.
Японська гра перевидана в 2006 як Bible Black Slim, показуючи розширені сцени, після короткого продовження Bible Black Infection в 2008. Оригінальний сценарист Сай Сьодзьо не був пов'язаний з будь-якою з них, оскільки він покинув ActiveSoft тоді ж.

## Сюжет
В одній зі шкіл хлопець Мінасе знаходить у підвалі дивну книгу, перев'язану ланцюгом із зіркою Давида. Після прочитання цієї книги він розуміє, що володіє магічними здібностями, які він випробовує на своїх однокласниках. Ефект перевершує всі його сподівання: після певного обряду будь-яка дівчина, яку він побажає, знаходиться в його владі. Про це дізнаються інші учні, і просять його про допомогу, про успіх якої свідчить сцена, показана в одному з перших епізодів. Паралельно з цим показують вчительку Кітамі, в минулому вона уклала угоду з Дияволом (мала стати жертвою, але випередила своїх убивць, пообіцявши їх душі в обмін на свою) і тепер вона зобов'язана знайти незайману дівчину до настання Вальпургієвої ночі, щоб залишитися в живих. Таким чином вона переселяється в безневинне тіло, і продовжує собі життя до наступного разу. Але обряд повинен відбутися саме опівночі, інакше контракт стає недійсним.

## Персонажі
- Такі Мінасе (яп. 水無瀬 多喜)

Центральний чоловічий персонаж. Студент академії, який знайшов чорну магічну книгу (відому як «Bible Black») у покинутому підвалі школи. З цим відкриттям він стає пішаком потужних сил у зловісній змові.
Мінасе має досить звичайний погляд, коротке каштанове волосся і зелені очі. Він помірно високий, приблизно того ж зросту, що й Рейка Кітамі, худорлявий і м'язистий. Мінасе майже завжди одягнений у форму академії, навіть у вільний час. Проте носив чорну мантію над формою, щоб замаскувати себе в останніх двох епізодах першої серії аніме.
Такі живе в будинку зі своєю кузиною Юкіко Мінасе, яка також його законний опікун. Вони живуть разом з тих пір, як батько Мінасе переїхав подалі зі своєю матір'ю через зміну місця роботи. Найкраща подруга Мінасе — Курумі Імарі, яка живе по сусідству. Вони були друзями дитинства з дитячого саду і тепер однокласники в тій же школі. Мінасе непогано малює, в кінцевому підсумку він здатен намалювати реалістичний портрет Імарі.
У школі Мінасе знаходить таємничу книгу заклинань, Чорну Біблію, і використовує магію, що міститься всередині, щоб спокусити своїх однокурсниць. Він закохує в себе популярну дівчину Ріку Сіракі з чарівною красою, привертаючи увагу окультно одержимої студентки Каорі Саекі і диявольської шкільної медсестри Рейки Кітамі. Остання бере його під власний контроль, щоб допомогти собі в обміні тілами з Курумі Імарі.
Хоча й не маючи початкового інтересу чи досвіду з окультизму, відкриття Мінасе про Чорну Біблію надає йому знання примітивних магічних сил. За допомогою мовних навичок кузини Юкіко він перекладає кілька заклинань в книзі і використовує дві любовні прокляття, щоб допомогти однокласниці спокусити хлопця, а потім використовує заклинання, щоб зробити Ріку Сіракі шалено закоханою в нього.
Після спокуси медсестрою Кітамі вона вкладає в нього демона, який не тільки псує розум Мінасе, але й надає додаткові повноваження. Він мимоволі викликає сильне збудження у кузини, просто торкаючись її, а потім кидає магічний шар-заклинання в Імарі.
Мінасе об'єднується зі своїм вчителем мистецтва Хіроко Такасіро, відьмою, хто використовує власні знання та древні магічні сили, щоб допомогти йому перемогти Кітамі.
- Курумі Імарі (яп. 伊万里 胡桃)

Центральний жіночий персонаж, подруга дитинства Мінасе. Батьки попросили Імарі піклуватися про їх сина під час їх відсутності. Вона цілком серйозно ставиться до цього завдання і приходить до нього додому кожного ранку, щоб — іноді насильно — розбудити в школу. Знає все про Мінасе, намагається допомогти йому в усіх відношеннях, є володарем чорного поясу шрінжі кемпо, добре готує і піклується про Мінасе, коли Юкіко поїхала.
Імарі має великі бірюзові очі і довге каштанове волосся, заплетене в хвіст. Як і більшість студентів, Імарі одягнена в шкільну форму під час її юності. У вільний час носить синій піджак. Доросла Імарі зазвичай у формі поліцейського, носить годинник на внутрішній стороні лівого зап'ястя і сережки. Під час юності Імарі живе вдома по сусідству з Такі Мінасе. Вони була його подругою дитинства, починаючи з дитячого садка і закінчуючи старшою школою. Також дівчина відвідувала позакласний арт-клуб з першого року та стала його президентом у старшій школі. Протягом багатьох років Імарі була таємно закохана в Мінасе.
Коли Імарі була студенткою, стала жервою медсестри Кітамі. Зла відьма магією спокушає подругу дитинства Імарі і сусідку Такі Мінасе, який допомагає викрасти і ображати її. Кітами мала намір використати тіло Імарі як посудину для своєї душі під час складного ритуалу, але дівчина була врятувана Мінасе після того, як той прийшов до тями.
В юності Імарі має сором'язливий і добросердий характер, вражала однокурсників чесністю і відкритим серцем. Хоча вразлива і покірна, Імарі також має гордість, коли друг і сусід Такі Мінасе дражнить її. Незважаючи на веселу поведінку, молода Імарі може бути чутливою і легко засмученою, наприклад, коли Мінасе відвідувала однокласниця Каорі Саекі.
Пізніше Імарі приєдналася до поліції у ролі слідчого в агентстві Токкен, організації, яка займається паранормальними злочинами. Під час роботи у справі загадкового вбивства з колегою Акі Ітікавою тіло Імарі в черговий раз буле одержиме Кітамі. Доросла особистість Імарі змінюється радикально, можливо, через вплив душі Кітамі. Вона стає холодною і серйознішою. Вона навіть не здригнулася, коли стає свідком, як грабіжник жорстоко вбив жінку-клерка.
- Хіроко Такасіро (яп. 高城 寛子)

Центральний жіночий персонаж, керівник арт-клубу академії. Розумна і розважлива у зрілі роки Такасіро значно зловісніша і ненажерливіша у молодості. Вона з нетерпінням вбиває і приносить в жертву цуценя, щоб викликати демона і не висловлює сумнівів в ідеї людського жертвопринесення. Її сліпа віра в Чорну Біблію роблять її зарозумілою. Зустріч з демоном в корені міняє її світогляд. Вона розуміє небезпеку і відчайдушно намагається переконати колег відмовитися від магічних подвигів. Глибоко шкодуючи про минуле, зріла особистість Такасіро слухняніша і уважніша. Вона повністю відвертається від чорної магії і частково звинувачує себе у смерті членів клубу.
Будучи студенткою, Такасіро мала великий інтерес до чаклунства, стверджуючи, що влада темряви може творити чудеса. Вона вивчає його, щоб дізнатися правду історії, коли магія була частиною життя з найдавніших часів. Дівчина грає в ігри на Таро з друзями Ріє і Сакі в школі, вони іноді збираються і активізують чорні магічні ритуали. Пізніше вона виявляє інтерес до мистецтва і стає інструктором і консультантом факультету для арт-клубу академії. Вона дуже популярна серед хлопчиків і дівчаток, деякі з них вирішили приєднатися до класу мистецтва тільки через неї.
У студентські роки Такасіро заснувала власний чаклунський клуб зі своїми однокласниками. Клуб отримує значний вплив навколо академії після того, як дівчата знайшли книгу заклинань. Тим не менш, спроба Такасіро викликати демона провалюється, керівництво клубу узурповане президентом студради Намі Кодзоно, що назавжди змінило думку Хіроко з приводу окультної магії.
Дванадцять років потому Такахіро стає вчителем малювання і викладачем в арт-клубі в тій же школі, де вона вчилася сама. Вона стикається з минулим, коли шкільна медсестра і відьма Рейка Кітамі показує свою справжню ідентичність. Разом зі своїм студентом Такі Мінасе намагається зупинити жінку.
Кілька років потому вона залишає школу і живе усамітненим життям черниці. Вона знову бореться з Кітамі і її послідовниками після того, як загадкова Джоді Кроулі відроджує душу відьми всередині тіла Імарі.
- Рейка Кітамі (яп. 北見 麗華)

Центральний жіночий персонаж. В юності Кітамі стає жертвою чаклунського клубу і використовується для людського жертвопринесення. Вона укладає угоду з дияволом, щоб врятувати собі життя, подія, яка змінить її життя назавжди.
Дванадцять років потому вона працює медсестрою в тій же школі, де була студенткою і стає досвідченим користувачем темної магії, використовуючи демонічні сили, щоб спокусити інших для виконання садистських наказів. Вона шукає незайману студентку, щоб уникнути контракту з дияволом.
Роки потому її душа продовжує жити, закрита в тілі психічного слідчого Курумі Імарі. Кітамі в кінцевому підсумку вдається зламати печатку і отримати контроль над тілом господаря, знову намагаючись переслідувати підступні цілі.
Будучи студенткою, Кітамі є милою і сором'язливою дівчинкою. Вона з любов'ю піклується про щеня, яке знаходить поруч зі школою, годує його регулярно. Її психологічна травма через чаклунський клуб і наступна угода з дияволом кардинально змінили її особистість. Вона стає злою, хитрою, мстивою і маніпулятивною до інших людей, вважаючи останніх простими інструментами. Жінка знаходить велике задоволення в тортурах і зґвалтуванні. Вона виправдовує свою поведінку злою дещо болючою філософією, стверджуючи, що весь світ зіпсований і гріховний, але більшість людей не буде зізнатися в цьому.
Незацікавлена в сексі, як підліток, договір Кітамі з дияволом перетворює її в помішаного на сексі монстра. Вона регулярно бере участь у вельми збочених, а іноді і насильницьких сексуальних пригодах.